# Бане Јелић
Бане Јелић (Београд, 11. јун 1967) српски је музичар, сликар и писац. Гитариста из (Викторија, Неверне бебе, Освајачи).

## Младост
Бане (Бранко) Јелић рођен је у Београду. Од младости су га привлачили музички инструменти, музика, књижевност и сликарство. Акустичну гитару почео је да учи са десет година, а са дванаест електричну. Компоновањем музике почиње са четрнаест. Према његовим речима, провео је много времена усавршавајући своје вештине на гитари, вежбајући у просеку осам и десет сати дневно. Сликарством први пут почиње да се бави 1994. године, а књижевношћу од четрнаесте пишући прозу, поезију и текстове за разне музичке нумере.

## Музичка каријера
Када је имао само дванаест година, Бане је са друговима формирао свој први састав "Летеће конзерве" који је свирао домаће и стране песме. Већ следеће године постао је члан хеви-метал бенда Апокалипса, где је наступао заједно са нешто старијим музичарима, учествујући с њима 1981. године на великом концерту на Ташмајдану, где је водитељ програма био легендарни Владимир Јанковић Џет. Овај концерт је уживо преношен на Радију 202.
1983. године постаје најмлађи члан удружења естрадних уметника и извођача Крушевац и свира у новоформираном оркестру Сингидунум.
Професионалну каријеру Бане је започео 1984. године са рок групом Магично око. Бенд је организовао неколико турнеја широм Југославије и имао је више наступа на радију и телевизији. Продуцент за њихов други албум био је легендарни Жељко Бебек. Када је у Београду на стадиону Маракана 1985. године организован хуманитарни концерт у знак подршке Лајв ејду, Магично око је отворило манифестацију.
1987. године постаје члан Мелоса - удружење професионалних музичара Србије Београд.
1987. постаје члан групе Сломљена Стакла са којима свира по целој Србији и гостује на Радију и Телевизији. Следеће године, Бане је служио војни рок у Добоју и за то време је дошао до положаја руководиоца војног оркестра. Касније се придружио Пеђа д Бој бенду, за њихов трећи албум 1987 године.
1988. г. Бане се поново враћа у групу Сломљена Стакла за нови лп албум (Само љубав Може то) Пгп-Ртб и имају промоције и концерте по целој Србији и Црној Гори.
Бане 1989. године приступа бенду Викторија и наредне три и по године наступа по целој Југославији с њима. Написао је музику за неке од њихових најпознатијих песама, као што је песма Рат и мир и песма Од Сплита до Београда. Песме су добиле награду за хит деценије и хит године. 1993 године Заједно с Миланом и Владаном Ђурђевићем и Чедом Мацуром основао је групу Неверне бебе, и свирао као гитариста у бенду. За годину дана су одсвирали 131 концерт у Србији и Црној Гори. Истовремено је радио на соло албуму Universe, који је тек 2002. године издао ПГП-РТС. Током 1997. сниман је албум Пут до срца, који је званично објављен тек 2017 г. На албуму су певали Игор Вукојевић и Бане.
1998. године учествује са једном инструменталном нумером на албуму Океан - музика без речи, на коме се налазе најбољи инструменталисти бивше Југославије.
1999. године Игор Вукојевић позива Банета да гостује на његовој песми за Евровизију БИХ за нумеру Глумица.
1999. године Бане се придружује групи Освајачи, који су већ имали спреман албум за издавање, али не и гитаристу. Бане је све укупно учествовао на четири албума који су пропраћени рекламом и многобројним наступима широм Србије и Европе.
2001. године на позив легендарног певача групе Смак Бориса Аранђеловића Бане се придружује новоформираној групи (Борис Аранђеловић и Диносауруси). Са њима гостује на једном видео клипу за нумеру (само мало).
2002. Објављује први инструментални албум Универзум (Universe) за Пгп-Ртс рекордс (Pgp-Rts Records).
Од 2002. године Бане користи Ибанез гитаре. који га спонзоришу и рекламирају путем званичних каталога и интернета.  https://www.ibanez.com/usa/artists/detail/420.html
2002. Енглески часопис Виртуоса (Virtuosa issue12) објављује његов интервју и рецензију са највишим оценама у Лондону за његов инструментални албум Univerzum (Universe).
Током 2003. године, Бане је припремио целокупан материјал за инструментални албум East-West, који је касније издат 2015. за T.I.O.L.I. Records.
Следеће године, Бане објављује албум The Ultra Extreme, за (Performace Records) на основу материјала који је у кућним условима сниман између 1984. и 1994. године.
2005. Када је, током своје турнеје Real Illusions 2005. године, најбољи гитариста света Стив Вај (Steve Vai) наступао у Студентском културном центру у Београду, позвао је Банета Јелића као гостујућег уметника, и извели су џем-сешн на песму "My Guitar Wants to Kill Your Mama".
Бане је 2007. године за Маском рекордс објавио свој прогресивни поп-рок албум Срце змаја, за који је писао текстове и музику, и изводио све инструменталне и вокалне деонице.
Између априла и јуна 2007. учествовао је као продуцент, текстописац и композитор на скоро целом албуму српско-швајцарског готик-метал бенда Еволуција, који је објавио Тејк ит ор лив ит Рекордс.
Исте 2007. године сели се за Шведску, Штокхолм ( Stockholm ). Ради као продуцент за разне ауторе и извођаче. Важи за једног од десет изузетних гитариста у Шведској. Гостује на Шведској националној телевизији (Swedish national SVT2) са инструменталном нумером ( Flight Of The Bumble Bee ). Рекламира Ибанез (Ibanez) гитаре, Лени (Laney) појачала и Еликсир жице (Elixir strings). Сарађује са Рок Н' Рол Агенцијом из Шведске (Rock N' Roll Agency Artist Management - Sweeden) .
Од 2010. г. Бане је поново активан члан Освајача, чији је седми албум, под називом Сад је на мене ред издат у децембру 2015 за Поп мјузик Рекордс.
2015. године Бане Јелић је издао свој нови инструментални албум East-West за Тејк ит ор лив ит Рекордс.
2015. Сарадња са групом Тијан за песму Светлост на крају тунела.
Године 2017. издаје вокални ЦД Пут до срца за Тејк ит ор лив ит Рекордс (Take It Or Leave It Records)
2019. г. Сарадња са групом Chetvorka (Четворка) фронтменом и певачем Игором Вукојевићем за песму Свила.
2020. г. Сарадња са Nick Z. Marino певачем и клавијатуристом легендарног гитаристе Yngwie Malmsteen-a за једну његову студијску песму.
2020.г. издаје инструментални албум ( History ) за Тејк ит ор лив ит Рекордс (Take It Or Leave It Records). На албуму се, између осталог, налазе обраде Николо Паганинија  каприци 5, 16, 11, и Moto perpetuo, затим Бумбаров лет Николаја Римског-Корсакова, верзију Сатријанијевог каприца Power Cosmic , Yngwie Malmsteen и друга Банетова виртуозна дела.
2021. Сарадња са групом Твинс и Мина Костић, компоновао је музику и текст за песму Бомба и Нирвана.
2022. Члан групе Зар из Минхена
2022. г. Члан је Удружења музичара Џеза Забавне и Рок музике Србије.

## Трипле Арт
СЛИКАРСТВО
Бане се професионално бави и сликарством.
Самосталне изложбе слика
2019. Педагошки музеј, Београд
2019. Културни Центар, Параћин
2019. Културни Центар,, Баточина
2019. Културни Центар, Вршац
2019. Културни Центар, Бијељина - Прот фест, колективна изложба
2020. Педагошки музеј, Београд
2020. UMMUS, Крагујевац - колективна изложба
2020. Културни Центар, Нови Сад
2020. Културни Центар, Краљево
2020. Дом културе, Трстеник
2020. Културни Центар, Крушевац
2020. Културни Центар, Параћин
2020. Дом омладине, Крагујевац
2020. Културни Центар, Смедерево
2020. Културни Центар, Пожаревац
2021. Педагошки музеј, Београд 
2021. Културни Центар "Стефан Немања" - Лапово. Колективна изложба.
2022. UMMUS, Крагујевац - колективна изложба
2023. Никола Радошевић, Београд.
2021. UMMUS, Крагујевац 
2024. Никола Радошевић, Београд. Колективна изложба. Добио је и признање од Теслине научне фондације Америке и Србије, захвалницу за учешће и медаљу за победничку слику под називом Еуфорија ЕЛФ. 
Омиљене технике акрил, уље на платну, пастел.
Многа његова дела налазе се у приватним колекцијама у Србији, Црној Гори, Босни и Херцеговини,
Шведској, Италији, Немачкој,...
https://www.serbianaart.rs/umetnici/jelic-bane/ Архивирано на веб-сајту  (7. март 2021)
КЊИЖЕВНОСТ
Поред музике и сликарства Бане је велики љубитељ књижевности, а део свог времена проводи и пишући. Објављивао је радове у књижевном зборнику "Арте стих" ( 3 и 4 ) у Београду 2015 и 2016. и у часопису "Светосавско огњиште" ( 2016. и 2017, Јоханезбург ). За издавачку кућу Логос објављује прву књигу у надреалистичкој форми под називом "Огњено огледало" 2017 године. Одржана је промоција књиге и на Прот Фесту у Бијељини 2019 год. На сајму књига на Логосовом штанду промовисао је и потписивао књиге.
http://logos.in.rs/sr/book/%D0%BE%D0%B3%D1%9A%D0%B5%D0%BD%D0%BE-%D0%BE%D0%B3%D0%BB%D0%B5%D0%B4%D0%B0%D0%BB%D0%BE/

## Дискографија

### Соло албуми
- Universe (2002), ПГП РТС
- The Ultra Extreme (2004), Performance records
- Срце змаја (2007), Mascom Recodrs
- Unfinished cd (2007), No Name
- East-West (2015), Take It Or Leave It Records
- Пут до срца (2017), Take It Or Leave It Records
- History (2020), Take It Or Leave It Records
- Illuminations (2025)

### Са Викторијом
- Ја верујем (1990), ПГП РТБ
- Љубав је само реч (1991), ПГП РТБ
- Када гужва прође (1997), ПГП РТС

### Са Неверним Бебама
Неверне Бебе 1 (1994), Take It Or Leave It Records

### Са  Освајачима
- Вино црвено (1999), Grand Production
- Невера (2000), Grand Production
- Црно око (2002), City Records
- Сад је на мене ред (2015), Pop Music Records

### Са Групом Зар
Журим (2024) Croatia Records 

### Са Магичним Оком
- Нешто из љубави (1985), Војводина Концерт - Н.Сад Records

### Са Сломљеним Стаклима
- Само љубав Може то (1988), Пгп- Ртб Records

### Гостовања
- Зорана Павић - Умиру за тобом вене (1993), Месам, ПГП-РТС (PGP-RTS Records)
- Растко Јанковић - Патим патим (1996), (Комуна Records
- Игор Вукојевић - Нећу да знам (1997), (Комуна Records)
- Океан - Музика без речи (1998), City Records
- Игор Вукојевић - (1999), Сарајево / БиХ избор за Евросонг - Глумица
- Миша Марјановић- Душа света (2000), Take It Or Leave It Records
- Три боје дуге - (2000), позоришна представа
- Борис Аранђеловић и Диносауруси - само мало (2001), ITMM Records
- Игор Вукојевић - Рингишпил (2003), Музичка Продукција Јавног Сервиса БИХ
- Индира Радић - Тетоважа ( 2003), (Grand Production )
- Twins -The best Of 1. (2005), City Records
- Христос воскресе - Умилителни на васкрс (2007), Манастир Ђурђеви ступови продукција
- Еволуција - Бакља слободе (2007), Take It Or Leave It Records
- Гута - Играј игре (2008), Vip Production
- Тијан - Светло на крају тунела (2017), RnR Records
- Chetvorka - Свила (2019), Take It Or Leave It Records
- Nick Z. Marino - Историја (2021), NN Records
- Twins - Again (2021), Grand Production

### ХИТ ПЕСМЕ
- Бане је написао хитове за познате извођаче. За групу Викторија написао је песму Рат и Мир, која је била хит деценије, као и песму Од Сплита до Београда која је била хит године. За групу Твинс је написао песме Стара багра, Црвенкапа, Плави слон 2. , Твинс и Мина Костић песма Бомба и нирвана, Екстра, које су биле хитови 2005, 2007. i 2021 године. Затим је за групу Дивљи	Кестен написао песму Луди од Љубави, за Зорану Павић хит песму Умиру за тобом вене, Бог ме не чује и Љубавни глодар за Игора Вукојевића песме Рингишпил и песма 310, за групу Еволуција,  Освајачи итд.